# Тери Нийл
Уйлям Джон Терънс Нийл (на английски: William John Terence Neill) е бивш северноирландски футболист, играещ на поста защитник. След завършването на кариерата си като футболист, става треньор.
Играл за английските „Арсенал“ и „Хъл Сити“, а така също и за националния отбор на Северна Ирландия. Впоследствие е старши треньор на всеки от тези отбори, включително „Тотнъм Хотспър“.
Носител на Купата на панаирните градове. Носител на Купата на  Англия (като треньор).

## Успехи

### Като футболист
Арсенал
 Купа на панаирните градове:
- Носител (1): 1969/70

 EFL Купа на лигата:
- Финалист (1): 1967/68

### Като треньор
Арсенал
 ФА Къп:
- Носител (1): 1978/79
- Финалист (2): 1977/78, 1979/80

 Купа на носителите на купи (КНК):
- Финалист (1): 1979/80[2]

## ВЪншни препратки
- Профил в transfermarkt.com
- Harris, Jeff. Arsenal Who's Who.   Independent UK Sports, 1995. ISBN 1-899429-03-4.